# 克丽丝滕·坎贝尔
克丽丝滕·坎贝尔（英語：Kristen Campbell，1997年11月30日—），加拿大女子冰球运动员，场上位置是守门员。她曾代表加拿大国家队参加2022年冬季奥林匹克运动会冰球比赛，获得一枚金牌。